# Insel Gruppe
Die Insel Gruppe AG ist eine Spitalgruppe im Kanton Bern. Im Januar 2016 fusionierte das Inselspital mit der Spital Netz Bern AG zur Insel Gruppe AG. Durch diese Vernetzung entstand das erste und grösste medizinische Vollversorgungssystem der Schweiz. Zur Insel Gruppe gehören 2024 das Inselspital, Universitätsspital Bern, die Spitäler Riggisberg und Aarberg, das Spital und Altersheim Belp sowie das Berner Reha Zentrum Heiligenschwendi.

## Organisation
Die Insel Gruppe AG wird von der Direktion Insel Gruppe geführt (Direktionspräsident, Ärztlicher Direktor, Direktoren Medizin, Pflege, Management Services, Lehre und Forschung, Personal, Technologie und Information, Immobilien und Betrieb). Der Dekan der Medizinischen Fakultät sowie der Leiter Stab und Kommunikation nehmen an den Direktionssitzungen ohne Stimmrecht teil. In der Erweiterten Direktion haben 10 weitere Ärztliche und andere Leiter Einsitz, um die Direktion bei ihrem Kerngeschäft zu beraten.
Ein aktuell neunköpfiger Verwaltungsrat wird vom Regierungsrat des Kantons Bern jährlich gewählt und ist identisch mit dem Verwaltungsrat der Inselspital-Stiftung und der Spital Netz Bern Immobilien AG.
Eigentümer der AG sind die Inselspital-Stiftung (99,1 % Aktienanteil) und der Kanton Bern (0,9 %). Die Inselspital-Stiftung ist auch die Inhaberin der Immobilien. Die gemeinnützige privatrechtliche Stiftung geht auf das Testament von Anna Seiler 1354 zurück. Die Insel Gruppe gehört zu den 500 grössten Unternehmen in der Schweiz.
Wegen massiver Kritik an der Führung der Insel Gruppe durch Leitungspersonen des Inselspitals wurden am 16. Mai 2024 der Direktionspräsident Uwe E. Jocham und sein Stellvertreter Urs P. Mosimann per sofort freigestellt. Das Interim-Management besteht aus Christian Leumann (Rektor der Universität Bern bis Juni 2024) und Bernhard Pulver (seit 2018 Präsident des Verwaltungsrates der Insel Gruppe). Im April 2025 hat der Verwaltungsrat Jennifer Diedler, derzeitige Leiterin des Universitätsklinikums des Saarlandes, zur neuen Direktionspräsidentin gewählt. Sie wird das Amt voraussichtlich zum Jahreswechsel 2025/2026 antreten. Verwaltungsratspräsident Pulver tritt Anfang November 2025 zurück. Darüber hinaus wurden weitere personelle Veränderungen im Verwaltungsrat angekündigt.

## Standorte
Die Insel Gruppe betreibt im August 2024 folgende Standorte im Kanton Bern:
- das Inselspital, Universitätsspital Bern
- das Spital Riggisberg[14]
- das Spital Aarberg[15]
- das Spital und Altersheim Belp[16]
- das Berner Rehabilitationszentrum Heiligenschwendi[17], was seit 2023 zur Insel Gruppe gehört[18][19]

Von folgenden Einrichtungen hat sich die Gruppe getrennt bzw. wurden sie geschlossen:
- 2018 wurden die Aktienanteile an der Berner City Notfall AG und der Localmed Aare AG an die Lindenhofgruppe veräussert.[20]
- Das Spital Tiefenau wurde per 15. Dezember 2023 geschlossen,[21]
- das Spital Münsingen hat den Betrieb per 30. Juni 2023 ebenfalls eingestellt.[22]

In der "Standortstrategie 2024" von 2019 war noch vorgesehen, dass alle bisherigen Standorte in Bern, Münsingen, Belp, Aarberg und Riggisberg weiterbetrieben werden. Die Leistungen des Stadt- und der Landspitäler sollen «weiterhin untereinander optimiert und besser mit denen des Inselspitals abgestimmt werden». Zudem sieht die Strategie vor, dass die Landspitäler ihr Profil schärfen und noch besser auf die Patienten-Bedürfnisse der Region abstimmen. Ausgebaut werde auch der Personaleinsatz über mehrere Standorte.

## Kennzahlen
Die folgenden Zahlen sind den jährlichen Konzernrechnungen bzw. Jahresberichten der Insel Gruppe entnommen, nicht alle wurden in jedem Jahr veröffentlicht:
Der Schweregrad Case Mix Index war im Zeitraum von 2012 bis 2016 bereits von 1.55 auf 1.45 gefallen, was für eine grössere Behandlungszahl leichter Fälle spricht (zum Vergleich: die Werte des Universitätsspitals Zürich lagen weiter um 1.55).
Im Jahr 2021 besass die Insel Gruppe im universitären Bereich 37 Operationssäle und 5 Gebärsäle.

|      | Stationäre Behandlungen                          | Case Mix Index | Ambulante Behandlungen | Mitarbeiter   | Ärzte | Gewinn/Verlust CHF | Besonderheiten                                                              |
| ---- | ------------------------------------------------ | -------------- | ---------------------- | ------------- | ----- | ------------------ | --------------------------------------------------------------------------- |
| 2016 | Insel: 45'700 andere: 16'604 Ges.: 62'304 +1,4 % | Insel: 1,450   | +8,2 %                 | "über 10'000" |       | + 21. 2 Mio.       | Zusammenschluss Inselspital und Spital Netz Bern                            |
| 2017 | + 1.0 %                                          | + 1,4 %        | + 2.9 %                |               |       | + 21,1 Mio.        |                                                                             |
| 2018 | 64'015 + 1,3 %                                   | + 1,1 %        | 822'214 + 5,6 %        | 10'970        |       | + 12,1 Mio.        |                                                                             |
| 2019 | 64'805 + 1.3 %                                   | + 0.8 %        | 863'989 + 5,1 %        | 10'780        | 1511  | + 37,2 Mio.        |                                                                             |
| 2020 | 58'354 - 8 %                                     | + 3.8 %        | 842'491 - 2,5 %        | 10'847        | 1534  | - 6,7 Mio.         | Covid-19-Welle, Mittel vom Kanton im Rahmen der Notverordnung von 52 Mio.   |
| 2021 | 61'942 + 6,1 %                                   | 1.379 - 2,6 %  | 910'529 + 8 %          | 10'975        | 1534  | + 25,3 Mio.        |                                                                             |
| 2022 | 59'735 - 3,6 %                                   | 1.394          | 928'830 + 2 %          | 11'265        | 1606  | - 80 Mio.          |                                                                             |
| 2023 | 57'180 - 4,3 %                                   | 1.425          | 899'224 - 3.2 %        | 10'750        | 1547  | -78.0 Mio          | Spital Münsingen im Juni geschlossen, Rehazentrum Heiligenschwendi kam dazu |
| 2024 | 54'195 -5,2 %                                    | 1.46           | 852'058 - 5,2 %        | 10'439        | 1466  | - 23.7 Mio.        | ohne Spital Tiefenau, Inbetriebnahme neues Anna-Seiler-Haus Inselspital     |

Im ersten Halbjahr 2024 wurden 26'800 Patienten stationär behandelt. Dies entspricht einer Abnahme um 9,4 Prozent gegenüber der gleichen Vorjahresperiode. Die Abnahme erklärt sich mit der Schliessung der Spitäler Münsingen und Tiefenau, die durch das Inselspital aber nicht ausgeglichen wurde. Auch die Anzahl ambulanter Konsultationen sank um 10,0 Prozent auf 418'000. Ohne die letzten Auslastungszahlen der Spitäler Münsingen und Tiefenau ergab sich ein Minus von 3,5 Prozent für die verbleibenden Spitäler. Im Jahr 2024 betrug der Konzernverlust insgesamt 23,7 Millionen CHF. Der Personalbestand hat sich leicht verringert.

## Sparmassnahmen
Am 22. März 2023 informierte die Insel Gruppe die Medien (noch vor dem Personal), dass sie für das Jahr 2022 einen Konzernverlust von CHF 80 Mio. schreibt und dass sie beabsichtigt, das Spital Münsingen per Ende Juni 2023 und das Spital Tiefenau per Ende Dezember 2023 zu schliessen. Betroffen waren rund 1'000 Mitarbeitende. Ein Teil davon sollte an den übrigen Standorten weiterbeschäftigt werden. Die Insel Gruppe rechnete mit etwa 200 Kündigungen.
Es wird davon ausgegangen, dass sich der Fachkräftemangel aufgrund des demographischen Wandels zusätzlich verschärft. Die Standorte Tiefenau und Münsingen wurden 2023 geschlossen, um die verfügbaren personellen Ressourcen besser zu bündeln und gleichzeitig die finanzielle Situation zu verbessern.
Zur finanziellen Entlastung hat die Insel Gruppe das Investitionsprogramm reduziert und auf einzelne Investitionsvorhaben verzichtet, so auf das geplante neue Service- und Logistikgebäude. Insgesamt werden in den nächsten Jahren Einsparungen von über CHF 200 Millionen Franken realisiert.
Die strategischen Hauptinvestitionsvorhaben (z. B. neues Anna-Seiler-Haus) sind zu einem Grossteil bereits getätigt bzw. von den Investitionskürzungen nicht betroffen.
Parallel dazu wurde die Digitalisierung der Insel Gruppe im Rahmen der Einführung des neuen Klinikinformations- und Steuerungssystems (KISS) von Epic vorangetrieben. Die Einführung hat am 2. März 2024 stattgefunden.
Im ersten Halbjahr 2024 hat sich der Verlust der Insel Gruppe gegenüber der gleichen Periode im Vorjahr auf 68,7 Millionen Franken fast verdoppelt.